# Emił Petrunow
Emił Petrunow (bułg. Емил Петрунов, ur. 6 czerwca 1955) – bułgarski judoka. Olimpijczyk z Montrealu 1976, gdzie zajął dwunaste miejsce w wadze lekkiej.
Uczestnik turniejów.

## Letnie Igrzyska Olimpijskie 1976
| Konkurencja | Eliminacje           | Klas. końcowa |
| Konkurencja | Przeciwnik I         | Miejsce       |
| ----------- | -------------------- | ------------- |
| +93 kg      | Keith Remfry (GBR) P | 12.           |